# Amy Schumer: Growing
 (août 2024).
La mise en forme du texte ne suit pas les recommandations de Wikipédia : il faut le « wikifier ».
Les points d'amélioration suivants sont les cas les plus fréquents. Le détail des points à revoir est peut-être précisé sur la page de discussion.
- Les titres sont pré-formatés par le logiciel. Ils ne sont ni en capitales, ni en gras.
- Le texte ne doit pas être écrit en capitales (les noms de famille non plus), ni en gras, ni en italique, ni en « petit »…
- Le gras n'est utilisé que pour surligner le titre de l'article dans l'introduction, une seule fois.
- L'italique est rarement utilisé : mots en langue étrangère, titres d'œuvres, noms de bateaux, etc.
- Les citations ne sont pas en italique mais en corps de texte normal. Elles sont entourées par des guillemets français : « et ».
- Les listes à puces sont à éviter, des paragraphes rédigés étant largement préférés. Les tableaux sont à réserver à la présentation de données structurées (résultats, etc.).
- Les appels de note de bas de page (petits chiffres en exposant, introduits par l'outil «  Source ») sont à placer entre la fin de phrase et le point final[comme ça].
- Les liens internes (vers d'autres articles de Wikipédia) sont à choisir avec parcimonie. Créez des liens vers des articles approfondissant le sujet. Les termes génériques sans rapport avec le sujet sont à éviter, ainsi que les répétitions de liens vers un même terme.
- Les liens externes sont à placer uniquement dans une section « Liens externes », à la fin de l'article. Ces liens sont à choisir avec parcimonie suivant les règles définies. Si un lien sert de source à l'article, son insertion dans le texte est à faire par les notes de bas de page.
- La présentation des références doit suivre les conventions bibliographiques. Il est recommandé d'utiliser les modèles {{Ouvrage}}, {{Chapitre}}, {{Article}}, {{Lien web}} et/ou {{Bibliographie}}. Le mode d'édition visuel peut mettre en forme automatiquement les références.
- Insérer une infobox (cadre d'informations à droite) n'est pas obligatoire pour parachever la mise en page.

Pour une aide détaillée, merci de consulter Aide:Wikification.
Si vous pensez que ces points ont été résolus, vous pouvez retirer ce bandeau et améliorer la mise en forme d'un autre article.
Amy Schumer: Growing est un stand-up comedy spécial américain enregistré au Chicago Theatre par Amy Schumer pendant sa première grossesse de six mois. L'émission spéciale d'une heure a été diffusée pour la première fois le 19 mars 2019 sur Netflix.

## Préparatifs
Schumer organise une tournée de 60 spectacles dans 42 villes des États-Unis au cours de laquelle ce spectacle spécial a lieu. Souffrante d'hyperemesis gravidarum, Schumer est hospitalisée le premier jour de diffusion de l'émission.

## Réaction
Sur Rotten Tomatoes, 79% des 14 avis sont positifs. Le spectacle d'Amy Schumer est très bien recu par la critique et sur le site Web on peut lire ce qui suit: « Le stand-up d'Amy Schumer mûrit en une heure remplie d'idées concises sur le vieillissement et le mariage, marquées seulement par de légères douleurs de croissance alors que la comédienne rafraîchit sa voix comique.  ».

## Distinctions
| Année | Prix                                                           | Catégorie                                                                             | Nomination            | Résultat   |
| ----- | -------------------------------------------------------------- | ------------------------------------------------------------------------------------- | --------------------- | ---------- |
| 2019  | Prix Emmy                                                      | Primetime Emmy Award pour le meilleur scénario pour une émission spéciale de variétés | Amy Schumer           | Nomination |
| 2019  | Prix de l'Association des critiques de films de radiodiffusion | Meilleure émission spéciale comique                                                   | Amy Schumer : grandir | Nomination |
| 2019  | Prix de l'Association du cinéma et de la télévision en ligne   | Meilleur scénario d'un programme de variétés, de téléréalité ou de non-fiction        | Amy Schumer           | Nomination |